# عبد الله راجع
عبد الله راجع (1948 - 1990) شاعر وناقد مغربي.

## حياته
ولد سنة 1948 في مدينة سلا المجاورة للعاصمة المغربية الرباط، درس من المرحلة الابتدائية حتى الثانوية في مدينة سلا، ثم التحق بكلية الآداب والعلوم الإنسانية في مدينة فاس، وحصل على شهادة الإجازة في الأدب العربي منها سنة 1972، كما حصل على دبلوم الدراسات العليا في الأدب المغربي المعاصر من كلية الآداب بالرباط سنة 1984.عَمِل أستاذًا بالتعليم الثانوي بمدينة الفقيه بن صالح، ثم حارسا عاما بالتعليم الثانوي بالدار البيضاء، فأستاذا بكلية الآداب والعلوم الإنسانية بنفس المدينة. كما التحق باتحاد كتاب المغرب سنة 1976. وانضم إلى هيئة تحرير مجلة «الثقافة الجديدة» ابتداء من عددها التاسع سنة 1978. وساهم بإصدارمجلة «رصيف» مع أمجد ناصر حسون (عراقي مقيم في المغرب).

## أعماله
أصدر مجموعة من الأعمال الشعرية والدراسات النقدية:

### في الشعر
له الدواوين التالية:
الهجرة إلى المدن السفلى شعر (دار الكتاب) ـ 1976.
سلاما وليشربوا البحار شعر (منشورات الثقافة الجديدة) ـ 1982.
أياد كانت تسرق القمر شعر (دار النشر المغربية) ـ 1988.
وله عدد من القصائد نشرت في صحف ومجلات عصره منها مجلة الثقافة الجديدة، ورصيف، وجريدة المحرر.

### في الدراسات
القصيدة المغربية المعاصرة بنية الشهادة والاستشهاد (جزءان ـ عيون المقالات) الجزء الأول 1988 ـ 316 صفحة، الجزء الثاني 1989 ـ 208 صفحة.

## وفاته
توفي في 28 يوليو 1990 بإحدى مصحات الدار البيضاء.